# 城壩遺址
城壩遺址位於四川省渠縣土溪鄉，文物遺址年代判定為漢。1991年4月16日公佈為四川省第三批文物保護單位。2006年5月25日列為第六批全國重點文物保護單位。